# Julie Dash
Julie Ethel Dash (Nueva York, 22 de octubre de 1952) es una directora de cine, escritora y productora estadounidense.

## Biografía
Dash obtuvo una Maestría en Bellas Artes en 1985 en la Escuela de Cine de la UCLA. Después de escribir y dirigir varios cortometrajes, su largometraje Daughters of the Dust de 1991 se convirtió en la primera película dirigida por una mujer afroamericana que gozó de un estreno general en las salas de cine de los Estados Unidos.
Daughters of the Dust es un relato ficticio de una familia Gullah que vivía en la costa del sudeste de los Estados Unidos. La película presenta historias de mujeres negras, sorprendentes imágenes filmadas en exteriores y una narración no lineal. Está incluida en el Registro Nacional de Películas de la Biblioteca del Congreso por su significado cultural, histórico y estético. Dash ha escrito dos libros basados en la película.
La directora ha trabajado en televisión desde finales de la década de 1990. Sus telefilmes incluyen Funny Valentines (1999), Incognito (1999), Love Song (2000) y The Rosa Parks Story (2002), protagonizada por Angela Bassett. En el Festival de Cine de Sundance de 2019, se anunció que el próximo proyecto de Dash será una biografía del ícono de los derechos civiles Angela Davis, la cual será producida por Lionsgate.

## Filmografía
| Año  | Título                                     | Notas                            |
| ---- | ------------------------------------------ | -------------------------------- |
| 2023 | Seeking: Mapping a Gullah Geechee Story    | Cortometraje                     |
| 2022 | Reasonable Doubt                           | Serie de televisión, 2 episodios |
| 2022 | Women of the movement                      | Serie de televisión, 2 episodios |
| 2021 | Our kind of people                         | Serie de televisión, 1 episodio  |
| 2021 | Why the Sun and the Moon live in the sky   | Cortometraje                     |
| 2017 | Travel notes of a Geechee Girl             |                                  |
| 2017 | Queen Sugar                                | Serie de televisión, 2 episodios |
| 2016 | Standing at the Scratch Line               | Cortometraje                     |
| 2004 | Brothers of the Borderland                 | Cortometraje                     |
| 2002 | The Rosa Parks Story                       | Película para televisión         |
| 2000 | Love song                                  |                                  |
| 1999 | Incognito                                  |                                  |
| 1999 | Funny Valentines                           |                                  |
| 1997 | Subway Stories: Tales from the Underground |                                  |
| 1997 | Woman: Stories of Passion                  |                                  |
| 1991 | Praise House                               | Cortometraje                     |
| 1991 | Daughters of the Dust                      |                                  |
| 1982 | Illusions                                  | Cortometraje                     |
| 1977 | Diary of an African Nun                    | Cortometraje                     |
| 1875 | Four women                                 | Cortometraje                     |
| 1973 | Working models of success                  |                                  |